# Südliche Zierschildkröte
Die Südliche Zierschildkröte (Chrysemys dorsalis), auch Rückenstreifen-Zierschildkröte oder Gestreifte Zierschildkröte genannt, ist eine Art der Neuwelt-Sumpfschildkrötenen.

## Lebensraum
Die Südliche Zierschildkröte kommt in Nordamerika vom südlichen Illinois bis in den Nordwesten von Alabama und entlang des Mississippi River bis zum Golf von Mexiko vor. Sie lebt an langsam fließenden Gewässern und an Tümpeln und Teichen mit einer reichhaltigen Unterwasservegetation. Aufgrund ihrer vergleichsweise geringen Größe werden diese Schildkröten gerne in Aquarien gehalten.

## Beschreibung
Die Männchen der Südlichen Zierschildkröte erreichen eine Größe von 10 Zentimetern. Die Weibchen werden mit bis zu 15 Zentimetern deutlich größer.
Ihr namensgebendes Merkmal ist der in der Mitte ihres Rückens verlaufende Dorsalstreifen, welcher eine gelbe bis rote Farbe hat. Am Kopf der Tiere befinden sich gelbe Flecken hinter den Augen sowie gelbe Streifen, welche am Hals in eine rötliche bis leuchtend rote Färbung übergehen. Auch die Gliedmaßen sind mit gelblichen oder rötlichen Streifen versehen. Die Tiere besitzen keine oder fast keine Bauchpanzerzeichnungen. Die Farbe des Carapax variiert zwischen Dunkeloliv und Dunkelbraun. Die Ränder sind etwas heller und haben eine gelbliche bis rötliche Farbe.
Die Krallen an den Vorderbeinen der Männchen sind im Vergleich zu denen der Hinterbeine und im Vergleich zu denen der Weibchen verlängert.

## Verhalten
Diese Schildkröten ernähren sich von kleinen, im Wasser lebenden Insekten und deren Larven sowie von Krebstieren, Fischen, Grillen oder verschiedenen Würmern. Insbesondere ältere Tiere nehmen aber auch pflanzliche Nahrung zu sich. Sie sind ausgezeichnete Schwimmer und sonnen sich gerne an der Wasseroberfläche treibend oder in unmittelbarer Wassernähe, flüchten aber bereits bei kleinsten Störungen zurück ins Nass.